# Cabañeros (Laguna de Negrillos)
Cabañeros es una villa española, perteneciente al municipio de Laguna de Negrillos, en la provincia de León y la comarca de El Páramo, en la Comunidad Autónoma de Castilla y León.
Situado sobre el Arroyo Grande, afluente del Río Órbigo.
Los terrenos de Cabañeros limitan con los de Conforcos al norte, Algadefe y Villamandos al este, Ribera de la Polvorosa al sur, y Villamorico al oeste.
- Datos: Q5737972